# 法谷寺
法谷寺（ほうこくじ）は、徳島県徳島市南庄町の眉山麓にある真言宗大覚寺派の寺院。山号は救世山。宗派は。本尊は薬師如来。
寺印は十六弁菊。蔵本運動公園裏に位置し、「峯の薬師さん」の愛称で知られる。

## 歴史
「阿波志」に書かれているのは、細川頼春が創建とある。細川頼春は鎌倉時代後期から南北朝時代の武将で、法谷寺は創建当初は「香華院」という名称だったと記載。この内容が一番信頼できるものである。
587年（用明天皇2年）に聖徳太子が12体刻んだ薬師如来のひとつを秦河勝に命じてこの地に安置したのが始まりとする説があるが、これは救世山峰薬師縁起であり法谷寺の創建縁起ではない。後に弘法大師も入山しており、三密伽相応の霊地として真言密教を開いた。しかし、天正年間（1573年 - 1579年）の長宗我部軍の兵火で寺が焼け、現在は法谷寺のみが残る。薬師堂はこの後に再建された。
740年（天平12年）に行基が登山し法谷寺と十二坊を開いたという説など、様々な諸説がある。

## タタリ谷常厳寺
南蔵本町3丁目32の奥にある法谷寺の奥の院。現在は荒廃しているが、聖徳太子の墓所という言い伝えが残る。しかし法谷寺は真言宗であるため法隆寺の元社などとの説は誤りであると考えられる。

## 交通
- JR四国徳島線蔵本駅より徒歩で約20分。
- 徳島自動車道徳島ICより車で約30分。